# Cristian Romero (labdarúgó, 1998)
Cristian Gabriel Romero (Córdoba, 1998. április 27. –) argentin labdarúgó, a Tottenham Hotspur játékosa.

## Pályafutása

### Klubcsapatokban
Romero a CA Belgrano csapatában kezdte pályafutását és ott mutatkozott be az argentin élvonalban 2016-ban. Még abban az évben a nemzetközi kupaporondon, a Copa Sudamericanában is pályára léphetett. A Belgranóban két szezont töltött, összesen tizenkilenc tétmérkőzésen lépett pályára.
2018 júliusában az olasz élvonalbeli Genoa szerződtette. Első gólját október 28-án szerezte az Udinese elleni 2–2-es bajnokin. Huszonkét mérkőzésen kétszer volt eredményes a szezonban.
2018. július 9-én orvosi vizsgálaton vett részt a Juventusnál, majd a torinói klub július 12-én bejelentette az átigazolását. Romeróért 26 millió eurót fizetett a Juventus, a 2019-2020-as szezonra pedig kölcsönadta előző csapatának. 2020. szeptember 5-én az Atalanta két évre kölcsönvette a Juventustól, vásárlási opciót is szerezve a hátvéd játékjogára. Romero alapembere volt a bergamói csapatnak a 2020–2021-es szezonban. 31 bajnokin lépett pályára, és az idény legjobb védőjének is megválasztották a Serie A-ban.
2021 nyarán az Atalanta élt az opciójával, és 16 millió euróért megvette Romerót a Juventustól,  majd azonnal kölcsönadták az angol élvonalban szereplő Tottenham Hotspurnek.

### A válogatottban
Az argentin utánpótlás válogatottakkal szerepelt a 2017-es Dél-amerikai U20-as labdarúgó-bajnokságon és a 2017-es U20-as labdarúgó-világbajnokságon.
Tagja volt a 2021-ben Copa Américát nyerő argentin válogatottnak.

## Statisztika
2020. augusztus 2-án frissítve.
| Klub           | Szezon         | Bajnokság        | Bajnokság     | Bajnokság | Országos kupa | Országos kupa | Nemzetközi kupa | Nemzetközi kupa | Egyéb         | Egyéb | Összesen      | Összesen |
| Klub           | Szezon         | Bajnokság        | Pályára lépés | Gól       | Pályára lépés | Gól           | Pályára lépés   | Gól             | Pályára lépés | Gól   | Pályára lépés | Gól      |
| -------------- | -------------- | ---------------- | ------------- | --------- | ------------- | ------------- | --------------- | --------------- | ------------- | ----- | ------------- | -------- |
| Belgrano       | 2016–17        | Primera División | 13            | 0         | 0             | 0             | 2               | 0               | 0             | 0     | 15            | 0        |
| Belgrano       | 2017–18        | Primera División | 3             | 0         | 1             | 0             | 0               | 0               | 0             | 0     | 4             | 0        |
| Belgrano       | Összesen       | Összesen         | 16            | 0         | 1             | 0             | 2               | 0               | 0             | 0     | 19            | 0        |
| Genoa          | 2018–19        | Serie A          | 27            | 2         | 0             | 0             | —               | —               | 0             | 0     | 27            | 2        |
| Juventus       | 2019–20        | Serie A          | 0             | 0         | 0             | 0             | 0               | 0               | 0             | 0     | 0             | 0        |
| Genoa          | 2019–20        | Serie A          | 30            | 1         | 3             | 0             | —               | —               | 0             | 0     | 33            | 1        |
| Atalanta       | 2020–21        | Serie A          | 0             | 0         | 0             | 0             | 0               | 0               | 0             | 0     | 0             | 0        |
| Karrier összes | Karrier összes | Karrier összes   | 73            | 3         | 4             | 0             | 2               | 0               | 0             | 0     | 79            | 3        |

## Sikerei, díjai

### Klub
- Tottenham Hotspur
  - Európa-liga: 2024–25

### Válogatott
- Argentína
  - Labdarúgó-világbajnokság: 2022
  - Copa América: 2021, 2024
  - Finalissima: 2022